# Schwarz Gruppe
Schwarz Gruppe è un gruppo societario tedesco di vendita al dettaglio multinazionale a conduzione familiare che gestisce negozi di alimentari, comprendente i marchi Lidl e Kaufland, con sede in Neckarsulm, nel Baden-Württemberg, in Germania.

## Descrizione
Fondato da Josef Schwarz (1903-1977), padre di Dieter Schwarz, nel 1930, è una società commerciale internazionale con 500.000 dipendenti e gestisce oltre 12.900 negozi nel 2021 in 33 paesi. È il più grande rivenditore al dettaglio europeo e il quarto più grande rivenditore al mondo per fatturato.

## Attività
Opera con due diversi sistemi distributivi: discount (con insegna Lidl) e con struttura commerciale degli ipermercati e supermercati con il marchio Kaufland. I supermercati Kaufland non sono presenti in Europa occidentale; la loro diffusione maggiore è in Germania e nei paesi dell'Europa orientale.
Oltre al commercio al dettaglio, il Gruppo Schwarz possiede anche marchi nel settore delle bevande, prodotti da forno, dolci e gelati. Il gruppo si occupa da molti anni della raccolta, cernita e riciclaggio di materiali riciclabili. Con la Dieter Schwarz Foundation, l'azienda sostiene l'istruzione principalmente nella città natale di Dieter Schwarz, Heilbronn.
La società ha registrato un fatturato di 125,3 miliardi di euro tra il 2020 ed il 2021, e di € 154,1 miliardi tra il 2022 e il 2023.